# هاينريش فيلاند
هاينريش فيلاند (بالألمانية: Heinrich Otto Wieland)‏ هو كيميائي ألماني ولد في 4 يونيو 1877 وتوفي في 5 أغسطس 1957.
تحصل على جائزة نوبل في الكيمياء لسنة 1927.قام بتدريس الكيمياء في جامعة ميونخ مكان أدولف فون باير.

## روابط خارجية
- هاينريش فيلاند على موقع الموسوعة البريطانية (الإنجليزية)
- هاينريش فيلاند على موقع مونزينجر (الألمانية)
- هاينريش فيلاند على موقع إن إن دي بي (الإنجليزية)